# Manufacture des tabacs d'Issy-les-Moulineaux
La Manufacture des tabacs d'Issy-les-Moulineaux, construite entre 1900 et 1904, est une ancienne manufacture des tabacs située 17 rue Ernest-Renan à Issy-les-Moulineaux. Elle cesse toute activité en 1978 et est inscrite au titre des monuments historiques en 1984. Les bâtiments sont réhabilités en logements, bureaux et commerces en 1989.

## Histoire
À la suite de la fermeture de la Manufacture des tabacs du Gros-Caillou située dans le 7e arrondissement de Paris, la direction générale des manufactures de l’État décide d'implanter une nouvelle manufacture à Issy-les-Moulineaux, qui sera construite entre 1900 et 1904.
L'ingénieur polytechnicien Paul Berdin, chargé du projet, reprend un modèle élaboré au milieu du XIXe siècle par l'ingénieur des tabacs, Eugène Rolland (1812-1885), qui avait mis au point un plan type pour les manufactures des tabacs, dont des prototypes furent réalisés à Strasbourg entre 1848 et 1851, puis à Nantes en 1861 et enfin à Metz en 1868. Les principales caractéristiques de ce plan dit "modèle Rolland" sont une mécanisation accrue des activités (torréfaction, râpage mécanique) une organisation des ateliers sur cours et autour des chaufferies, ainsi qu'une architecture solennelle, propre à marquer le rang d'établissement d'État. La Manufacture d'Issy fut le dernier établissement conçu à partir de ce modèle.
L'usine est inaugurée en 1904 et emploie 1 200 ouvriers, dont deux tiers de femmes (réputées plus habiles et surtout moins payées que les hommes) pour une production de 500 cigarettes par minute. Grâce à la mécanisation croissante et aux hausses de productivité, la production atteint 1 600 cigarettes par minute en 1930 et n'emploie plus que 533 employés, dont 300 femmes. Durant cette période d'activité, la manufacture produit une large gamme de produits, en particulier des cigares et du scaferlati, avant de se spécialiser dans la fabrication de cigarettes de luxe.
En 1939, une partie du personnel de la manufacture est réquisitionné et est transféré sur la manufacture de Riom, la fabrication de cigarettes étant considérée comme nécessaire pour le ravitaillement des armées en campagne.
Lors de la Seconde Guerre mondiale, deux bâtiments sont détruits lors d'un bombardement aérien le 3 juin 1940 par la Luftwaffe (opération Paula). Les bâtiments détruits seront reconstruits après la guerre et la manufacture est de nouveau opérationnelle en 1954. Les marques Boyard, Marigny et Gitanes ont été produites dans cette usine jusqu'à l'arrêt de la production en 1977.
En 1978, la Manufacture cesse toute activité.
En 1984, elle est inscrite au titre des Monuments historiques.
Les bâtiments servent un temps de plateaux de tournage avant d'être reconvertis en logements et bureaux.
Sa réhabilitation, par les architectes François Ceria et Alain Coupel, intervient à partir de 1985. Cette opération entraîne la reduction de la hauteur de la cheminée, la démolition d'un bâtiment d'ateliers sur la rue Maurice-Hartmann et d'un logement sur la rue Michelet, affecté à l'origine à l'ingénieur de la manufacture. Les bâtiments subsistants accueillent un programme mixte de logements, de commerces et de bureaux depuis 1989.

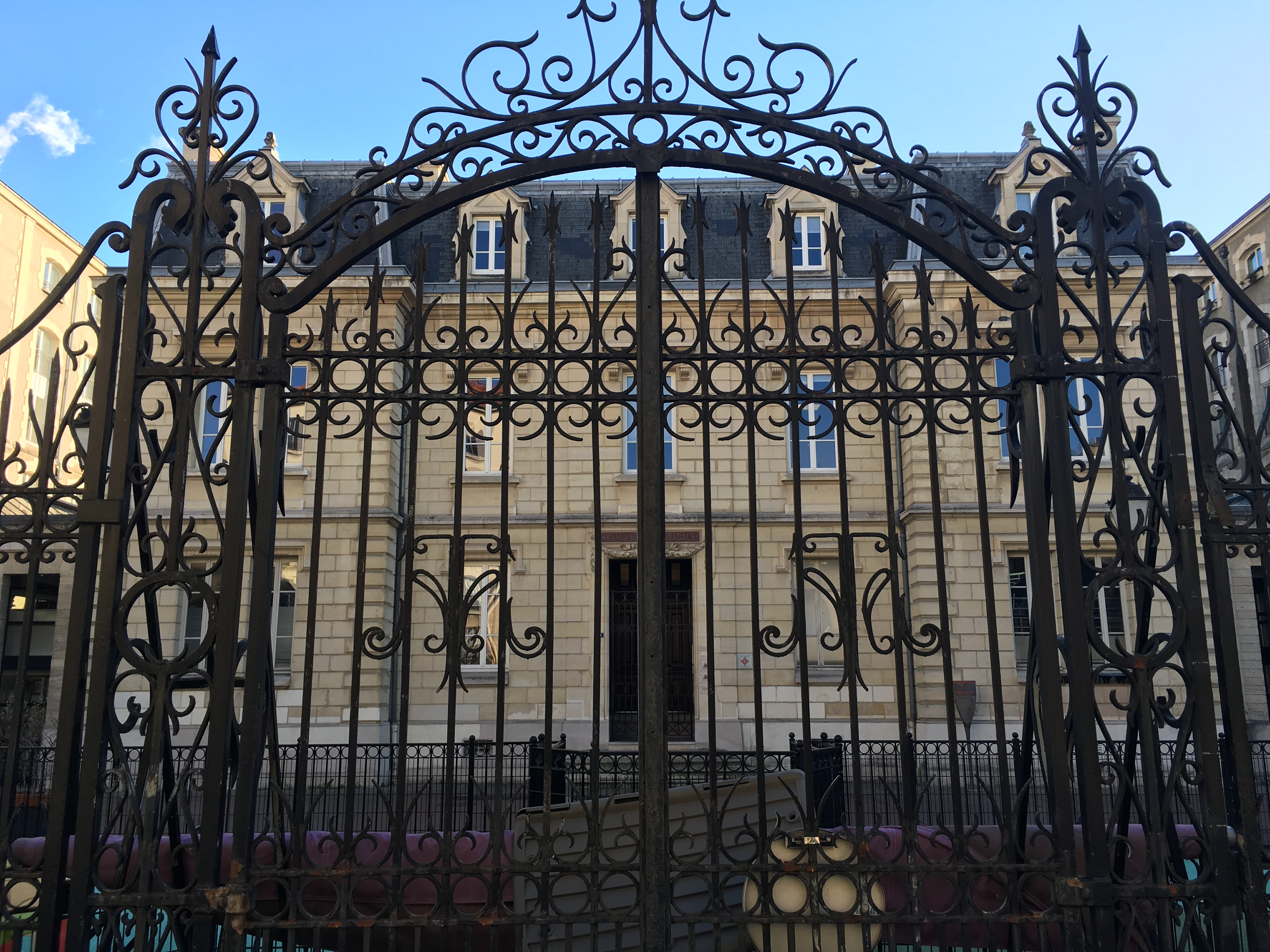
Grille et bâtiment administratif.
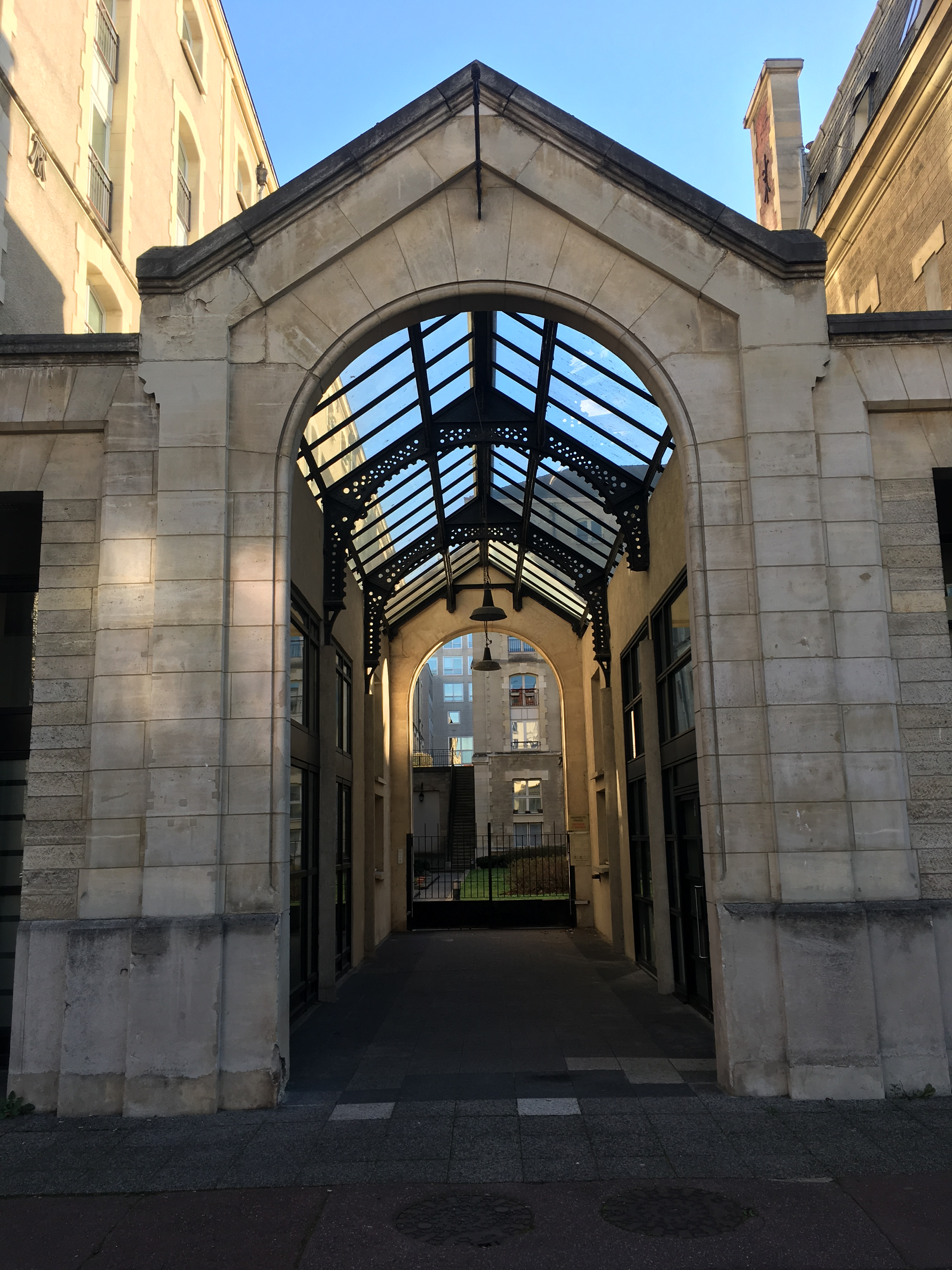
Galerie.
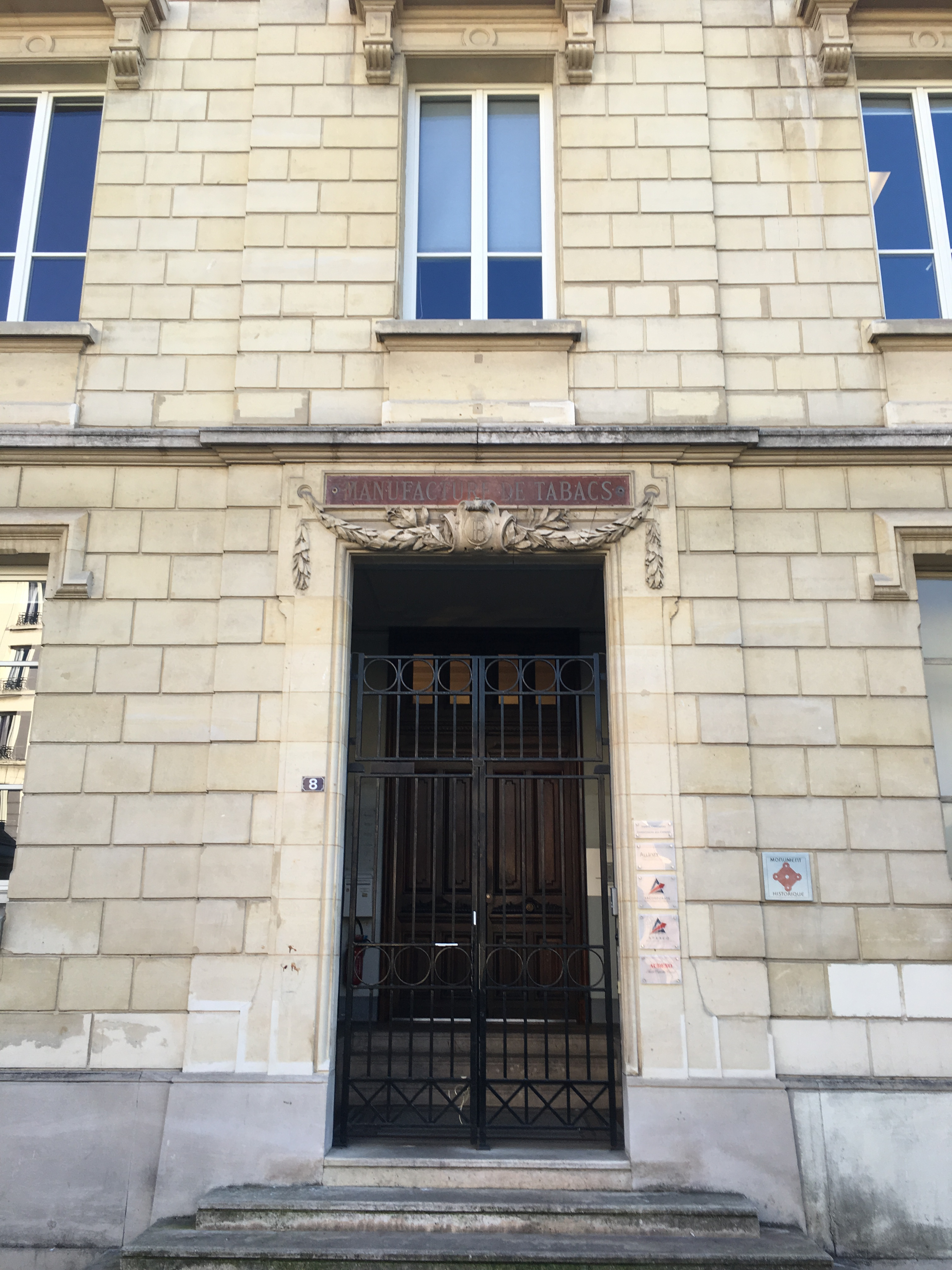
Porte d'entrée.

## Architecture
Son architecture s’inspire directement d’un modèle élaboré par l'ingénieur Eugène Rolland et est typique d'une usine à vapeur du XIXe siècle. Ce plan comporte une haute cheminée de 45 mètres de haut, des bâtiments en disposition orthogonale afin de faciliter la circulation par des passages couverts et de vastes ateliers autour de la cheminée. Le bâtiment administratif siège au milieu d'une cour d'honneur fermée et se distingue par son revêtement en pierre. L'ensemble des bâtiments s'étend sur une surface de 16,248 m2 et était à l'origine entouré de hauts murs. Deux petits pavillons entouraient le bâtiment principal donnant sur la rue Ernest Renan. L'ancien bâtiment administratif est érigé en pierres et comporte deux étages. Les bâtiments de production, hauts de trois étages, sont en briques, seuls les angles et les encadrements de fenêtre sont en pierres. Les bâtiments sont parfois reliés entre eux par des galeries au premier ou au deuxième étage mais il n'y a pas de lien au rez-de-chaussée, afin d'éviter la propagation d'incendies.